# Damačava
Damačava (bělorusky Дама́чава, rusky Домачево – Domačevo, polsky Domaczewo) je sídlo městského typu v Brestské oblasti v Bělorusku. Ze správního hlediska náleží do Brestského rajónu a k roku 2018 měla 1175 obyvatel.

## Poloha a doprava
Damačava leží přibližně 52 kilometrů jižně od Brestu, správního střediska oblasti. Je vzdálena jen necelý kilometr západně od bělorusko-polské státní hranice (a tím i od vnější hranice Evropské unie), na které je také severozápadně od města silniční hraniční přechod.

## Dějiny
První zmínka o Damačavě je z 18. století. V roce 1795 připadla Damačava v rámci třetího dělení Polska ruskému impériu.
Po polsko-sovětské válce připadla Damačava rižským mírem v roce 1921 druhé Polské republice.
V roce 1939 v rámci invaze do Polska zabral Damačavu Sovětský svaz, který ji začlenil do své Běloruské sovětské socialistické republiky. Hned v roce 1940 byla povýšena na sídlo městského typu, ale následně ji ještě v rámci druhé světové války obsadilo a drželo od 22. června 1941 do 23. července 1944 nacistické Německo.